# Parafia Wniebowzięcia Najświętszej Maryi Panny i św. Stanisława w Mohylewie

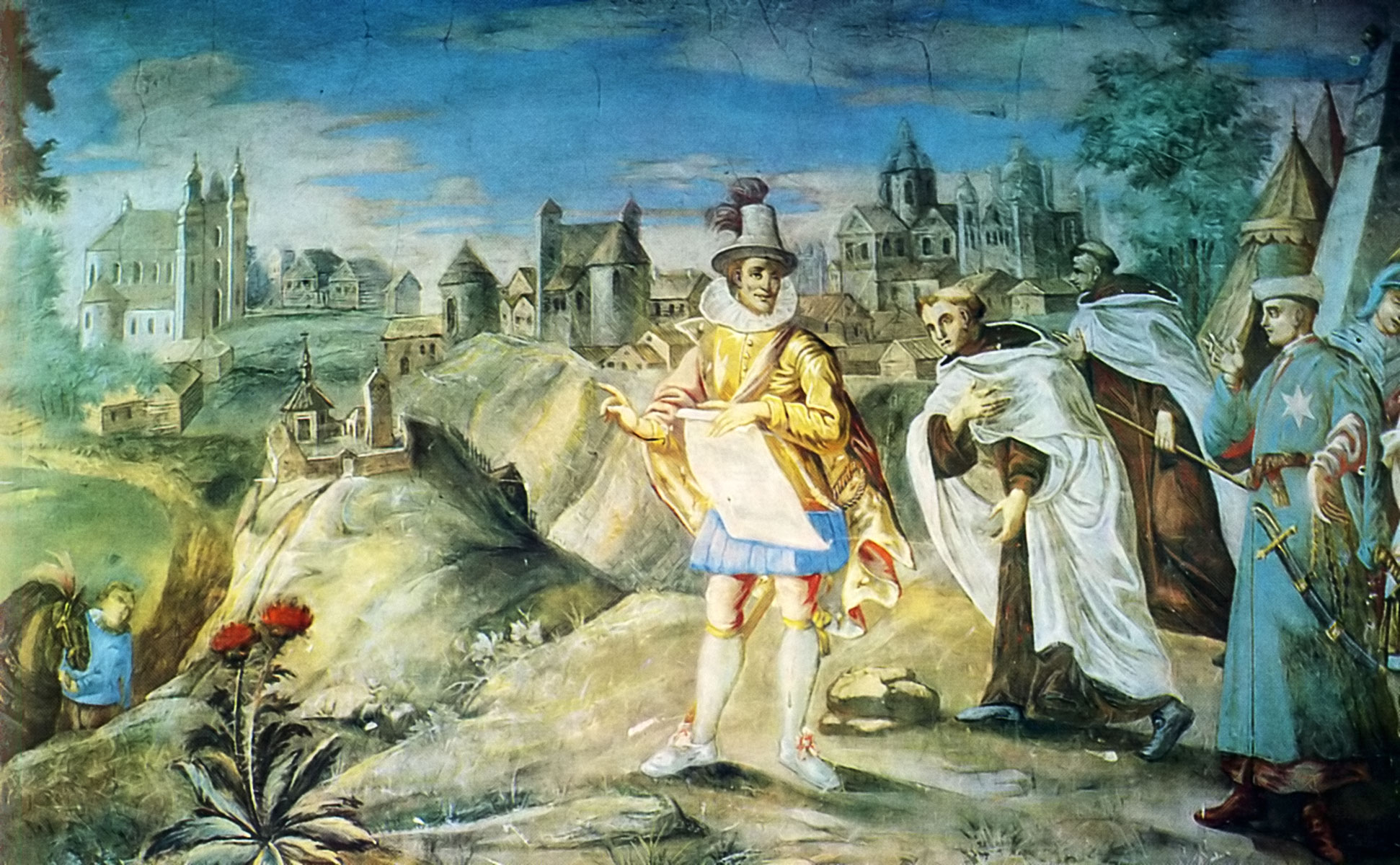
Fresk „Przywilej Karmelitów na założenie klasztoru w Mohylewie”, 1765–1767

Parafia Wniebowzięcia Najświętszej Maryi Panny i św. Stanisława w Mohylewie (biał. Парафія Унебаўзяцця Найсвяцейшай Панны Марыі і св. Станіслава y Магілёве) – parafia rzymskokatolicka w Mohylewie. Jest siedzibą dekanatu mohylewskiego archidiecezji mińsko-mohylewskiej. Została utworzona w 1614 roku, erygowana jako katedralna w 1872.

## Historia parafii

### W Rzeczypospolitej
10 września 1633 r. ufundowano klasztor karmelitów trzewiczkowych (z klasztoru w Białyniczach), z pozwoleniem udzielonym przez króla Władysława IV Wazę i zgodą bp. Abrahama Wojny na budowę kościoła. W 1636 roku wzniesiono drewniany kościół. W 1641 erygowano konwent, w którym mieszkało 7 zakonników (4 kapłanów i 3 braci laików). 1653 r. podymne z dóbr klasztornych wynosiło 7 złp. 15 gr. (5 domów). W 1654 r. podczas wojny polsko-rosyjskiej wojska moskiewskie zniszczyły miasto i świątynię.
Drewniana świątynia pod wezwaniem Wniebowzięcia Najświętszej Marii Panny została wybudowana na miejscu obecnej Katedry w 1692. W 1708 r. w pożarze miasta świątynia uległa spaleniu. W latach 1738–1752 wzniesiono murowany kościół, który zastąpił drewnianą świątynię. W 1774 r. konwent należał do prowincji litewsko-ruskiej (pw. św. Jerzego męczennika), liczył 12 zakonników (8 kapłanów, 2 kleryków, 2 braci laików).

### W Rosji
W 1783 wezwanie kościoła zmieniono na św. Stanisława bp. i nadano mu godność katedry archidiecezji mohylewskiej. 15 kwietnia tego roku potwierdził to papież za pośrednictwem nuncjusza apostolskiego kard. Jana Andrzeja Archettiego. W 1784 w klasztorze umieszczono seminarium, karmelici pozostali przy kościele jako spowiednicy, kaznodzieje i prefekci kościoła katedralnego.
W latach 1773–1782 (według innych źródeł w 1788) staraniem bp. Stanisława Bohusza Siestrzeńcewicza przebudowano fasadę kościoła w stylu klasycystycznym i zmieniono ołtarz główny na św. Stanisława bp., od południowej strony prezbiterium dobudowano pomieszczenia seminaryjne oraz drukarnię zakończone wieżyczkami o kształcie zbliżonym do rotundy. W 1784 miało miejsce nałożenie paliusza arcybiskupiego i ustanowienie świątyni archikatedrą. W 1793 odbył się synod diecezjalny dla archidiecezji mohylewskiej. W 1799 r. nadano przywilej purpury dla arcybiskupów mohylewskich.
Po zniszczeniu w 1810 świątynię po raz kolejny przebudowano. W latach 1825–1844 przy katedrze pracują jako prefekci karmelici. Do 1849 r. mieszkał tu biskup mohylewski, później urzędował w Sankt Petersburgu. W 1872 r. erygowano parafię przy katedrze. W 1873 r. decyzją papieża katedra zostaje przeniesiona do Petersburga. W 1874 r. parafia liczyła 2300 wiernych, posiadała filie: kaplicę Mariawitek i cmentarną w Mohylewie oraz kaplicę w Bieklemiszewej.
W 1907 parafia w dekanacie mohylewsko-horeckim liczyła 2976 katolików, posiadała filie w Świeciłowiczach i Zawjedzie.
W 1910 świątynia spłonęła i przebudowano wnętrze w stylu klasycystycznym.

### W ZSRR
W latach 1912–1918 proboszczem parafii był ks. Eugeniusz Światopełk-Mirski. 2 lutego 1918 roku został aresztowany przez bolszewików i zamordowany 28 lutego 1918 r. Parafia liczyła wówczas 3030 wiernych.
W latach 1918–1928 proboszczem i dziekanem był ks. Jerzy Bełohowy. Był on dwukrotnie aresztowany i więziony przez bolszewików w latach 1919–1920 i 1921–1923.
Od 1928 r. proboszczem parafii był ks. Piotr Awgło. Został aresztowany 13 czerwca 1937 r. w Mohylewie. 25 sierpnia 1937 został skazany na śmierć razem z czterema innymi kapłanami: ks. Konstantym Andrekusem proboszczem i dziekanem parafii homelskiej, ks. Janem Borowikiem, proboszczem parafii Świętej Trójcy na Złotej Górce w Mińsku, ks. Piotrem Janukowiczem proboszczem parafii Faszczówka i Szkłów w dekanacie Mohylewskim, ks. Stanisławem Rajko, proboszczem parafii św. Barbary w Witebsku. Zostali zamordowani w więzieniu w Mińsku 27 sierpnia 1937 roku.
W 1931 r. parafia liczyła 1000 katolików. W 1935 roku sowieci zamknęli świątynię i umieścili w niej archiwum historyczne.
Podczas niemieckiej okupacji w latach 1941–1944 kościół był otwarty dla wiernych. W latach 1941–1947 proboszczem był ks. Mieczysław Małynicz. W 1946 roku świątynię zabrano wiernym i przeznaczono na skład. W odpowiedzi na odmowę władz oddania kościoła, proboszcz zbojkotował wybory do miejscowych sowietów. Został aresztowany w czerwcu 1947 roku i skazany w styczniu 1948 r. pod zarzutem „agitacji antysowieckiej” na siedem lat łagru. Wyrok odbywał w łagrze Uglicz pod Moskwą. W 1954 r. ks. Mieczysław Małynicz odzyskał wolność i osiadł w Słucku, skąd prowadził nielegalną działalność wędrownego duszpasterza na wschodniej Białorusi. W latach 60. XX wieku kupił drewniany dom w Mohylewie, który przeznaczył dla ukrytego zgromadzenia sióstr od Aniołów.
W latach 1964–1986 w kościele funkcjonowało Archiwum Państwowe Obwodu Mohylewskiego.

### Na Białorusi
W 1989 r. proboszczem parafii został ks. Władysław Blin, późniejszy biskup witebski. W latach 1990–1996 staraniami proboszcza i wiernych przeprowadzono odbudowę i odnowę kościoła oraz przywrócono jego pierwotną funkcję sakralną. Dnia 13 lipca 1996 kardynał Kazimierz Świątek dokonał ponownej konsekracji kościoła. Od 1991 jest to konkatedra archidiecezji mińsko-mohylewskiej. W tym samym roku do kościoła przywieziono relikwie bł. Bolesławy Lament, która w latach 1903–1907 mieszkała w Mohylewie i w 1905 roku założyła Zgromadzenie Sióstr Misjonarek Świętej Rodziny.
Od 1993 roku w parafii odbywa się Międzynarodowy Festiwal Muzyki Chrześcijańskiej „Mahutny Boża”.
W 2008 odbyły się uroczystości upamiętniające 90 rocznicę męczeńskiej śmierci ks. Światopełk-Mirskiego, podczas których abp. Tadeusz Kondrusiewicz odsłonił tablice ku czci księży diecezji mohylewskiej, którzy oddali życie za wiarę w XX wieku. Dzięki staraniom proboszcza ks. Romana Foksińskiego powstała druga parafia w Mohylewie pw. św. Antoniego.
Przy parafii działa Żywy Różaniec, Legion Maryi, Drogocenna Perła, chór. Wielu członków i sympatyków liczy Klub Inteligencji Katolickiej. W pracy duszpasterskiej Księdzu Proboszczowi pomagają siostry ze Zgromadzenia Misjonarek Świętej Rodziny. W niedziele odprawiana jest Msza Święta w języku polskim.

## Męczeńska śmierć ks. Eugeniusza Światopełk-Mirskiego
Ksiądz proboszcz Eugeniusz Światopełk-Mirski został aresztowany i uwięziony w Mohylewie z rozkazu rządzących miastem trzech komisarzy ludowych: Aronowa, Goldmana i Goldberga, pod zarzutem działalności kontrrewolucyjnej, sprzyjanie wojskom polskim, przynależność do POW oraz ukrywanie polskich żołnierzy. Główny komisarz ludowy Mohylewa Goldman nakazał 28 marca 1918 r. postawienie go przed trybunałem rewolucyjnym, który odczytał mu wyrok śmierci. W sali trybunału tłum miejscowych ludzi stanął w jego obronie, żądając uwolnienia. W odpowiedzi żołnierze bolszewiccy zaczęli strzelać do tłumu, zabijając kilka osób, w tym dwie młode Polki, i raniąc innych. Ksiądz i dwaj polscy chłopcy (jeden o nazwisku Alfons Pruski) zostali wywleczeni przez żołnierzy bolszewickich na peryferie miasta i po kilkugodzinnych torturach zamordowani. Według powtarzanych do dziś przez katolików w Mohylewie relacji w czasie tortur bolszewicy zażądali od ks. Mirskiego, by oświadczył, że nie wierzy w Boga lub że Boga nie ma, co ten odrzucił ze słowami: Ciało możecie zabić, lecz ducha nie zabijecie. Na drugi dzień znaleziono porzucone zwłoki ks. Mirskiego. Miał 5 ran postrzałowych, 4 pchnięcia bagnetem, rozbitą głowę i połamane ręce. Ludność miejscowa chciała urządzić mu pogrzeb religijny, na co władze bolszewickie nie zezwoliły. Po długich staraniach komisarza ds. polskich, Trzewiczka, i woźnego Truchela udało się otrzymać pozwolenie na uprzątnięcie ciała i pochowanie go bez pogrzebu na miejscu śmierci. Po wkroczeniu do Mohylewa wojsk polskich gen. Józefa Dowbor-Muśnickiego ekshumowano zwłoki i odbył się uroczysty pogrzeb na cmentarzu katolickim z udziałem wojska oraz tysięcy mieszkańców miasta. Na sześciokonnych lawetach armatnich wieziono trumny pomordowanych, okryte biało-czerwonymi flagami. Pogrzeb stał się polską manifestacją narodową. Grób księdza znajduje się na cmentarzu katolickim w Mohylewie. Pośmiertnie w 1933 duchowny został odznaczony Krzyżem Niepodległości.

## Przeorzy klasztoru Karmelickiego i proboszczowie parafii[1]
| Imię i nazwisko                      | Daty urzędowania |
| Klasztor Karmelitów                  | 1633–1783        |
| ------------------------------------ | ---------------- |
| o. Ludwik Roxolan (prokurator)       | 1634             |
| o. Stanisław Pachowski (prokurator)  | 1635             |
| o. Hieronim Jabłkowski (prokurator)  | 1636–1638        |
| o. Gabriel Colensis (prokurator)     | 1638             |
| o. Samuel Karlicki                   | 1641–1649        |
| o. Konstanty                         | 1652             |
| o. Gabriel Colensis (przełożony)     | 1655             |
| o. Serafin Korbaszewicz (przełożony) | 1664             |
| o. Gerard Kwieciński                 | 1667–1670        |
| o. Jan Gutkowski                     | 1674             |
| o. Antoni Grosman                    | 1684             |
| o. Wacław Smoleński                  | 1717–1720        |
| o. Maciej Bordowicz                  | 1720             |
| o. Jan Stawiński                     | 1729–1730        |
| o. Józef Woyna                       | 1730–1731        |
| o. Elizeusz Podrez                   | 1733             |
| o. Wacław Giglowski                  | 1742             |
| o. Elizeusz Podrez                   | 1757–1759        |
| o. Anioł Lipkowski                   | 1762–1763        |
| o. January Szwabowicz                | 1763–1766        |
| o. Szymon Pożarski                   | 1769–1770        |
| o. Karol Michalski                   | 1770–1773        |
| o. Marian Stacewicz                  | 1773–1774        |
| o. Franciszek Głowacki               | 1777–1781        |
| Parafia diecezjalna                  | 1783–            |
| ks. Lucjan Godlewski                 | 1859             |
| ks. Stefan Denisewicz                | 1864–1866        |
| ks. Januszkiewicz                    | 1872–1873        |
| ks. Stefan Denisewicz                | 1873–1876        |
| ks. Paweł Podgórski                  | 1876–1880        |
| ks. Piotr Zieliński                  | 1892–1912        |
| ks. Eugeniusz Światopełk-Mirski      | 1912–1918        |
| ks. Jerzy Bełohłowy                  | 1918–1928        |
| ks. Piotr Awgło                      | 1928–1930        |
| ks. Witold Paszkiewicz               | 1930             |
| ks. Piotr Awgło                      | 1930–1937        |
| ks. Mieczysław Małynicz              | 1941–1947        |
| ks. Władysław Blin                   | 1989–1999        |
| ks. Roman Foksiński                  | 2000–            |
| ks. Witalij Margunow                 | 2018–2021        |